# 70 هـ
70 هـ هي سنة في التقويم الهجري امتدت مقابلةً في التقويم الميلادي بين سنتي 689 و690.

## مواليد
- أبو عمرو بن العلاء
- أبو عمرو البصري

## وفيات
- المقنع الكندي
- شبث بن ربعي
- عمرو بن سعيد الأشدق
- عمير بن الحباب
- غزية بن الحارث الأنصاري
- كثير بن الصلت
- الحارث بن عمرو المزني
- عاصم بن عمر بن الخطاب
- عبد الرحمن بن زيد بن الخطاب
- الحارث بن عمر الهذلي